# Carl-Michael Eide
Carl-Michael Eide (ur. 24 lipca 1974), znany również jako Aggressor, Czral i Exhurtum – norweski muzyk, kompozytor, wokalista, autor tekstów i multiinstrumentalista. Carl-Michael Eide znany jest przede wszystkim z wieloletnich występów w zespole blackmetalowym Aura Noir, którego był współzałożycielem. Wraz z grupą do 2012 roku nagrał m.in. pięć albumów studyjnych. Wcześniej, w latach 1990-1992 grał w zespole Satyricon. W 1993 roku na krótko związał się z zespołem Ulver. W międzyczasie Eide wraz z Yusufem "Vicotnikiem" Parvezem założył zespół Ved Buens Ende, w którym występował z przerwami do jego rozwiązania w 2007 roku. W 1997 roku jako muzyk koncertowy współpracował z formacją Dimmu Borgir. W latach 1999–2003 był członkiem awangardowego zespołu blackmetalowego Dødheimsgard. Był także członkiem zespołów Cadaver, Cadaver Inc, I Left the Planet, Inflabitan, Infernö, Nattefrost i Void. Gościnnie wystąpił na płytach takich zespołów jak: Darkthrone, Fleurety, Hexvessel, Naer Mataron oraz Nocturnal Breed.
26 marca 2005 roku Carl-Michael Eide wypadł z czwartego piętra budynku. W wyniku odniesionych obrażeń muzyk podlegał hospitalizacji przez kilka miesięcy. W 2006 roku powrócił do pracy jako muzyk.

## Dyskografia
- Satyricon - The Forest Is My Throne (demo, 1992, wydanie własne)
- Ulver - Vargnatt (demo, 1993, wydanie własne)
- Ved Buens Ende - Those Who Caress the Pale (demo, 1994, Misanthropy Records)
- Aura Noir - Dreams Like Deserts (EP, 1995, Hot)
- Ved Buens Ende - Written in Waters (1995, Misanthropy Records)
- Infernö - Utter Hell (1996, Osmose Productions)
- Aura Noir - Black Thrash Attack (1996, Malicious Records)
- Infernö - Downtown Hades (1997, Osmose Productions)
- Aura Noir - Deep Tracts of Hell (1998, Hammerheart Records)
- Dødheimsgard - 666 International (1999, Moonfog Productions)
- Nocturnal Breed - The Tools of the Trade (2000, Holycaust Records, gościnnie)
- Fleurety - Department of Apocalyptic Affairs (2000, Supernal Music, gościnnie)
- Cadaver Inc - Discipline (2001, Earache Records)
- Virus - Carheart (2003, Jester Records)
- Cadaver - Necrosis (2004, Candlelight Records)
- Aura Noir - The Merciless (2004, Tyrant Syndicate)
- Nattefrost - Terrorist (Nekronaut PT. I) (2005, Season of Mist, gościnnie)
- Ulver - Blood Inside (2005, Jester Records, gościnnie)
- Naer Mataron - Discipline Manifesto (2005, Black Lotus Records, gościnnie)
- Darkthrone - F.O.A.D. (2007, Peaceville Records, gościnnie)
- Dødheimsgard - Supervillain Outcast (2007, Moonfog Productions)
- Zweizz - The Yawn of the New Age (2007, Vendlus Records, gościnnie)
- Aura Noir - Hades Rise (2008, Peaceville Records)
- Virus - The Black Flux (2008, Season of Mist)
- I Left the Planet - I Left the Planet (EP, 2011, Adversum)
- Virus - The Agent That Shapes the Desert (2011, Duplicate Records)
- Hexvessel - Dawnbearer (2011, Svart Records, gościnnie)
- Aura Noir - Out To Die (2012, Indie Recordings)